# Sepultamento no mar

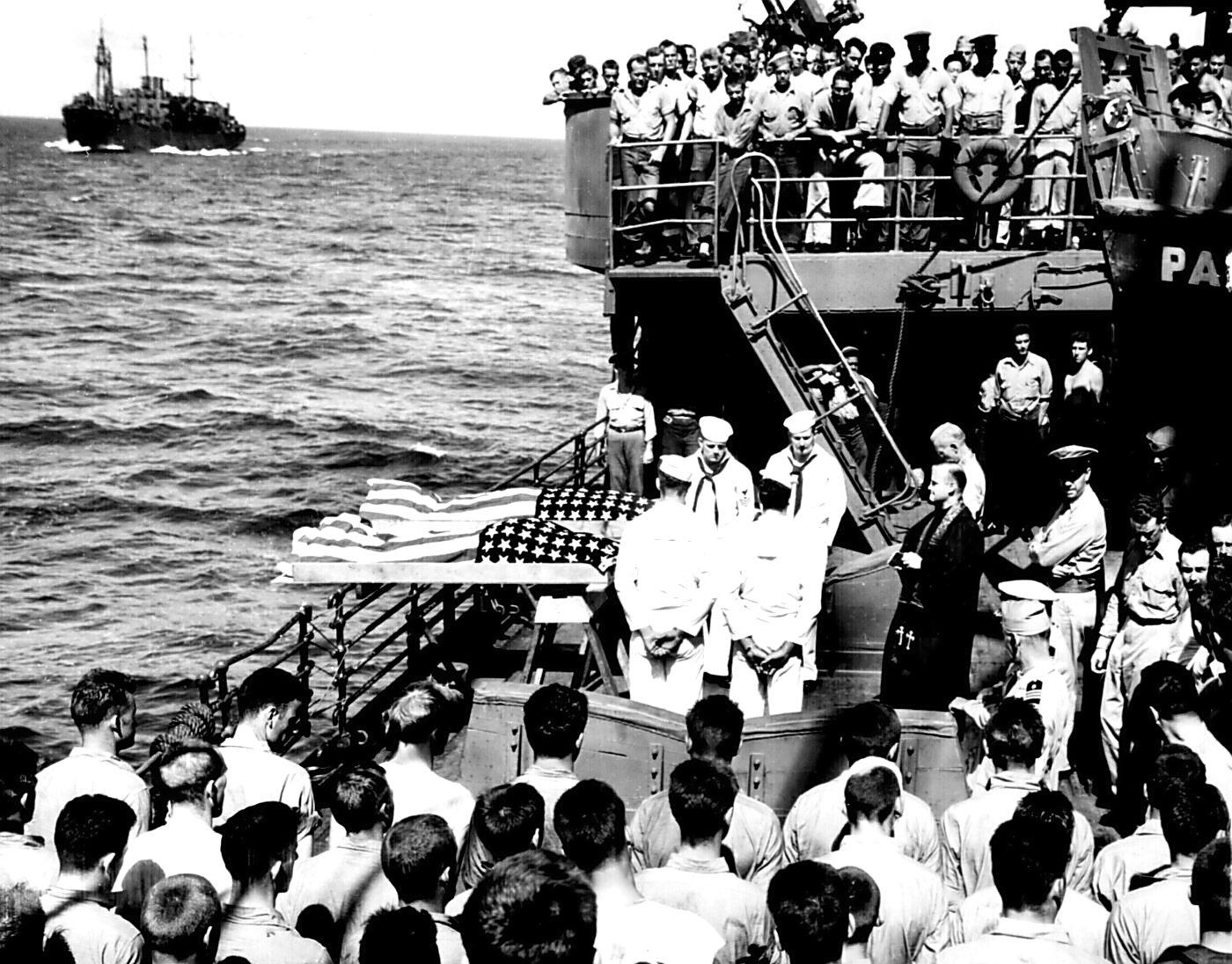
Sepultamento marítimo após duas mortes no ataque do submarino japonês ao porta-aviões estadunidense, novembro de 1943

Sepultamento no mar é o procedimento de disposição de cadáveres no oceano, normalmente a partir de um navio ou outro tipo de embarcação. Esse rito é regularmente executado por marinhas e também por cidadãos comuns de diferentes países. É aceito por várias religiões, como o Budismo, Catolicismo, Protestantismo, Judaísmo, Hinduísmo, Islamismo, em algumas de forma integral, em outras com ressalvas.
Em períodos passados era extremamente comum ver esses acontecimentos após batalhas, principalmente aquelas que ocorriam diretamente. Como não era comum ter um compartimento separado para cadáveres os corpos se deixados muito tempo no navio começariam a se decompor e além do mau cheiro causado pelos cadáveres tinha a grande chance de proliferação de doenças que poderiam causar mais mortes aos tripulantes, piorando e muito a situação dos que ainda se encontravam vivos e feridos.
Em muito dos casos a única opção foi fazer um sepultamento com cobertas onde o corpo ja avia sido coberto e a utilização de algumas partes de camas ou do próprio navio para se criar um peso no corpo o fazendo afundar no alto mar.
Ainda hoje mas em casos extremamente raros acontecem sepultamentos no mar, mas com uso de caixões e muitos desses sepultamentos ocorrem por escolha dos próprios familiares.